# Futbol'nyj Klub Anži 2016-2017
Questa voce raccoglie le informazioni riguardanti il Futbol'nyj Klub Anži nelle competizioni ufficiali della stagione 2016-2017.

## Stagione
Rispetto alla precedente stagione l'Anži ottenne la salvezza senza passare per i play-off: arrivata, infatti, a fine campionato a pari merito con Ural e Orenburg, si classificò dodicesimo per il criterio delle reti realizzate in trasferta negli scontri diretti (punti conquistati, partite vinte e differenza reti negli scontri diretti sono uguali): Anži-Ural 2-3, Ural-Anži 0-1. Mentre Anži davanti all'Orenburg per il criterio dei punti conquistati negli scontri diretti: Orenburg-Anži 0-0, Anži-Orenburg 1-0. Fu quindi l'Orenburg a dover disputare gli spareggi, per altro perdendoli.
In Coppa di Russia, dopo la vittoria, tutto sommato scontata, contro il Mordovija (club di seconda serie) ai sedicesimi di finale, l'Anži batté a sorpresa e dilagando lo Zenit San Pietroburgo, ma fu estromesso ai quarti dall'Ufa, che fece valere il fattore campo.

## Maglie e sponsor
| Manica sinistra · Manica sinistra · Maglietta · Maglietta · Manica destra · Manica destra · Pantaloncini · Pantaloncini · Calzettoni · Calzettoni | Manica sinistra · Manica sinistra · Maglietta · Maglietta · Manica destra · Manica destra · Pantaloncini · Calzettoni |

## Rosa
| N. |                    | Ruolo | Calciatore              |
| -- | ------------------ | ----- | ----------------------- |
| 1  | Russia (bandiera)  | P     | David Jurčenko          |
| 2  | Russia (bandiera)  | D     | Guram Tetrašvili        |
| 4  | Ucraina (bandiera) | D     | Maksym Ihorovyč Bilyj   |
| 5  | Russia (bandiera)  | D     | Aleksandr Žirov         |
| 6  | Iran (bandiera)    | C     | Saeid Ezatolahi         |
| 7  | Russia (bandiera)  | C     | Kamil' Agalarov         |
| 8  | Russia (bandiera)  | A     | Arsen Chubulov          |
| 9  | Russia (bandiera)  | A     | Šamil' Asil'darov       |
| 10 | Russia (bandiera)  | C     | Adlan Kacaev            |
| 13 | Russia (bandiera)  | C     | Dmitrij Kudrjašov       |
| 14 | Russia (bandiera)  | D     | Aslan Dudiev            |
| 16 | Russia (bandiera)  | P     | Jurij Šafinskij         |
| 17 | Russia (bandiera)  | C     | Svjatoslav Georgievskij |
| 19 | Russia (bandiera)  | A     | Pavel Dolgov            |
|    | Ucraina (bandiera) | A     | Pylyp Budkivs'kyj       |

| N. |                       | Ruolo | Calciatore        |
| -- | --------------------- | ----- | ----------------- |
| 21 | Russia (bandiera)     | C     | Maksim Batov      |
| 22 | Ucraina (bandiera)    | C     | Serhij Karetnyk   |
| 24 | Russia (bandiera)     | D     | Sergej Paršivljuk |
| 30 | Russia (bandiera)     | C     | Šamil' Gasanov    |
| 37 | Russia (bandiera)     | C     | Batraz Chadarcev  |
| 45 | Francia (bandiera)    | D     | Thomas Phibel     |
| 57 | Russia (bandiera)     | D     | Magomed Musalov   |
| 77 | Russia (bandiera)     | C     | Ajaz Guliev       |
| 85 | Russia (bandiera)     | P     | Aleksandr Fil'cov |
| 90 | Russia (bandiera)     | C     | Andrej Ljach      |
| 91 | Russia (bandiera)     | A     | Pavel Jakovlev    |
| 92 | Russia (bandiera)     | D     | Sergej Bryzgalov  |
| 94 | Costa Rica (bandiera) | D     | Felicio Brown     |
| 99 | Russia (bandiera)     | D     | Sergej Bryzgalov  |

## Risultati

### Campionato
| Kaspijsk 30 luglio 2016 1ª giornata | Anži | 0 – 0 referto | CSKA Mosca | Anži-Arena |

| Perm' 7 agosto 2016 2ª giornata | Amkar Perm' | 2 – 0 referto | Anži | Stadio Zvezda |

| Kaspijsk 14 agosto 2016 3ª giornata | Anži | 1 – 0 referto | Arsenal Tula | Anži-Arena |

| Kazan' 19 agosto 2016 4ª giornata | Rubin | 1 – 2 referto | Anži | Stadio Centrale di Kazan' |

| Kaspijsk 28 agosto 2016 5ª giornata | Anži | 0 – 2 referto | Spartak Mosca | Anži-Arena |

| Orenburg 10 settembre 2016 6ª giornata | Gazovik Orenburg | 0 – 0 referto | Anži | Stadio Gazovik |

| Ekaterinburg 17 settembre 2016 7ª giornata | Ural | 0 – 1 referto | Anži | SKB-Bank Arena |

| Kaspijsk 25 settembre 2016 8ª giornata | Anži | 2 – 2 referto | Zenit San Pietroburgo | Anži-Arena |

| Samara 1º ottobre 2016 9ª giornata | Kryl'ja Sovetov Samara | 2 – 1 referto | Anži | Stadio Metallurg (Samara) |

| Kaspijsk 17 ottobre 2016 10ª giornata | Anži | 0 – 0 referto | Terek Groznyj | Anži-Arena |

| Tomsk 22 ottobre 2016 11ª giornata | Tom' Tomsk | 0 – 3 referto | Anži | Trud Stadium |

| Kaspijsk 30 ottobre 2016 12ª giornata | Anži | 0 – 0 referto | Krasnodar | Anži-Arena |

| Mosca 5 novembre 2016 13ª giornata | Lokomotiv Mosca | 4 – 0 referto | Anži | Stadio Lokomotiv |

| Kaspijsk 19 novembre 2016 14ª giornata | Anži | 0 – 1 referto | Ufa | Anži-Arena |

| Rostov sul Don 27 novembre 2016 15ª giornata | Rostov | 2 – 0 referto | Anži | Stadio Olimp-2 |

| Kaspijsk 1º dicembre 2016 16ª giornata | Anži | 3 – 1 referto | Amkar Perm' | Anži-Arena |

| Tula 5 dicembre 2016 17ª giornata | Arsenal Tula | 1 – 0 referto | Anži | Stadio Arsenal |

| Kaspijsk 6 marzo 2017 18ª giornata | Anži | 0 – 1 referto | Rubin | Anži-Arena |

| Mosca 12 marzo 2017 19ª giornata | Spartak Mosca | 1 – 0 referto | Anži | Otkrytie Arena |

| Kaspijsk 17 marzo 2017 20ª giornata | Anži | 1 – 0 referto | Gazovik Orenburg | Anži-Arena |

| Kaspijsk 31 marzo 2017 21ª giornata | Anži | 2 – 3 referto | Ural | Anži-Arena |

| San Pietroburgo 8 aprile 2017 22ª giornata | Zenit San Pietroburgo | 1 – 1 referto | Anži | Stadio Petrovskij |

| Kaspijsk 15 aprile 2017 23ª giornata | Anži | 1 – 3 referto | Kryl'ja Sovetov Samara | Anži-Arena |

| Groznyj 22 aprile 2017 24ª giornata | Terek Groznyj | 0 – 1 referto | Anži | Achmat-Arena |

| Kaspijsk 27 aprile 2017 25ª giornata | Anži | 3 – 3 referto | Tom' Tomsk | Anži-Arena |

| Krasnodar 1º maggio 2017 26ª giornata | Krasnodar | 0 – 0 referto | Anži | Stadio FC Krasnodar |

| Kaspijsk 8 maggio 2017 27ª giornata | Anži | 0 – 0 referto | Lokomotiv Mosca | Anži-Arena |

| Ufa 14 maggio 2017 28ª giornata | Ufa | 2 – 1 referto | Anži | Neftyanik Stadium |

| Kaspijsk 17 maggio 2017 29ª giornata | Anži | 1 – 2 referto | Rostov | Anži-Arena |

| Mosca 21 maggio 2017 30ª giornata | CSKA Mosca | 4 – 0 referto | Anži | Arena CSKA |

### Coppa di Russia
| Saransk 21 settembre 2016 | Mordovija | 1 – 2 referto | Anži | Start Stadion |

| Kaspijsk 27 ottobre 2016 | Anži | 4 – 0 referto | Zenit San Pietroburgo | Anži-Arena |

| Ufa 1º marzo 2017 | Ufa | 1 – 0 referto | Anži | Neftyanik Stadium |